# Aniello Parisi
Aniello Parisi (San Giuseppe Vesuviano, 1º settembre 1973) è un allenatore di calcio ed ex calciatore italiano, di ruolo difensore, allenatore dello Żabbar St. Patrick.

## Caratteristiche tecniche
Ha giocato prevalentemente nel ruolo di difensore centrale, ma veniva schierato anche come terzino destro.

## Carriera

### Giocatore

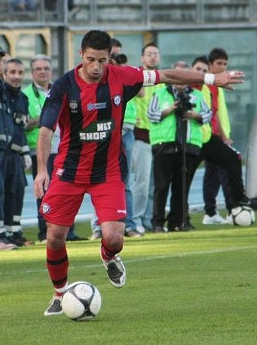
Aniello Parisi in un'azione di gioco, con la maglia del Cosenza

Ha iniziato la carriera nell'Avellino con cui ha esordito tra i cadetti nella stagione 1991-1992. Nel 1994 viene ingaggiato dal Foggia allenato da Enrico Catuzzi che nella fase conclusiva del campionato lo fa debuttare in Serie A il 28 maggio 1995 in Foggia-Lazio (0-1). Al termine della stagione sono 2 i gettoni di presenza in un'annata che vede il Foggia retrocedere in Serie B. Viene riconfermato in maglia rossonera per le due successive stagioni cadette nelle quali viene schierato con più continuità dal tecnico Delio Rossi; ad aprile del 1997 viene ceduto in prestito alla Lodigiani formazione di Serie Serie C1.
A fine stagione rientra al Foggia, sempre in Serie B, dove totalizza 4 presenze in tre mesi di campionato. A novembre del 1997 scende di categoria per vestire la maglia del Cosenza, con la quale esordisce a Rieti nella gara Ascoli-Cosenza, terminata 1-1. Al debutto casalingo realizza il gol che permette al Cosenza di battere per 1-0 la Lodigiani, sua ex squadra. A fine campionato il Cosenza, guidato da Giuliano Sonzogni conquista la promozione in Serie B. Resta con i silani nelle due successive stagioni, entrambe disputate tra i cadetti. Nel 1999-2000 non rientra nei piani di Bortolo Mutti e il Cosenza lo cede in prestito: scende nuovamente in Serie C1 e ottiene la promozione con la maglia del Crotone, la prima in assoluto per la formazione pitagorica che non era mai stata in Serie B; l'allenatore è Antonello Cuccureddu.
L'anno dopo però rientra al Cosenza (guidato ancora da Bortolo Mutti), sempre in Serie B. Gioca 28 partite e mette a segno il suo primo e unico gol in un torneo cadetto nella gara Cosenza-Treviso (3-2). Resta con la formazione rossoblu per altre due stagioni, ovvero fino all'annata 2002-2003, conclusasi con la retrocessione in Serie C1 del Cosenza e con la cancellazione del club calabrese da tutti i campionati professionistici.
Svincolatosi dalla società silana, riparte dalla Serie C2 indossando la maglia del Ravenna con cui ottiene il sesto posto in campionato. La stagione successiva milita ancora in Serie C2 nella Cisco Lodigiani con la quale gioca un campionato che si conclude con i play-off persi contro il Ravenna, sua ex squadra.
Superati i 30 anni di età, accetta nel 2005 la proposta del Savoia in Serie D. Nel 2007 ottiene una nuova promozione con la squadra della sua città, ovvero la Sangiuseppese che vince il campionato di Serie D e fa il suo ritorno in Serie C2.
L'anno dopo torna per la terza volta al Cosenza e, da capitano, conquista una promozione dalla Serie D alla Serie C2 sotto la guida di Mimmo Toscano, che fu suo compagno di squadra dieci anni prima quando insieme ottennero nel Cosenza la promozione in Serie B. Durante questa stagione su 30 partite disputate è autore di 2 gol, entrambi realizzati al San Vito rispettivamente contro Modica e Siracusa. Viene riconfermato per la stagione 2008-2009, dove è spesso titolare in una formazione che guadagna la promozione in Prima Divisione. Nella parte conclusiva del campionato il tecnico Toscano lo schiera titolare poche volte, in conseguenza di un infortunio avuto durante il girone di ritorno. Torna titolare nella gara contro il Melfi (10 maggio 2009) alla penultima di campionato, dove il Cosenza con un pareggio casalingo (1-1) conquista la matematica promozione. In questa annata totalizza 24 presenze ed è autore di un gol realizzato (pareggio) al San Vito contro il Monopoli. Il 1º marzo 2009, nella gara Cosenza-Noicattaro (3-1), raggiunge le 150 presenze (in partite di campionato) con la maglia del club silano.
A fine stagione il suo contratto è in scadenza e la società non glielo rinnova. Con il Cosenza– sotto varie vesti dirigenziali– ha dunque disputato sette campionati tra il 1997 e il 2009, ottenendo tre promozioni (una dalla Serie C1 alla Serie B, un'altra dalla Serie D alla Serie C2 e infine quella dalla Seconda Divisione alla Prima Divisione nella stagione 2008-2009).
Continua a giocare le successive due stagioni in Seconda divisione, vestendo prima la maglia dell'Aversa Normanna e poi quella della Vigor Lamezia. Nell'estate del 2011, all'età di 38 anni, torna per la quarta volta a vestire la maglia del Cosenza, società neo iscritta in Serie D. Tornato ad indossare la fascia di capitano; realizza un gol nella sfida di campionato Cosenza-Noto (4-1) permettendo ai rossoblù di riacciuffare il momentaneo pareggio.
Il 15 settembre 2013 firma con l'Acri in Eccellenza Calabrese.

### Allenatore
Terminata l'attività agonistica, intraprende la carriera di allenatore nella stagione 2014-2015 alle giovanili del Rende.
Il 2 luglio 2015 diventa allenatore della Primavera del Crotone.
A maggio 2020 diventa allenatore dell'Under 18 della Roma.
Nel luglio 2021 lascia la società capitolina per approdare in Lussemburgo, al Swift Hesperange, come allenatore della formazione Under 23 e Responsabile del Settore Giovanile. Il 24 settembre 2021 viene promosso ad allenatore della prima squadra.
Nell'ottobre del 2022 consegue la licenza UEFA Pro, il massimo livello formativo per un allenatore.
Il 10 luglio 2023 viene ufficializzato come collaboratore tecnico del Crotone.
Nell'ottobre 2024 Parisi subentra alla guida dello Żabbar St. Patrick, squadra militante nella massima divisione maltese.

## Palmarès

### Giocatore

#### Competizioni nazionali
- Serie C1: 2

Cosenza: 1997-1998
Crotone: 1999-2000
- Serie D: 2

Sangiuseppese Neapolis: 2006-2007
Cosenza: 2007-2008
- Lega Pro Seconda Divisione: 1

Cosenza: 2008-2009